# Estado de Creta
El Estado de Creta (en griego: Κρητική Πολιτεία, romanizado: Kritiki Politeia; en turco otomano: كريد دولتى‎, romanizado: Girid Devleti) fue un estado autónomo que se encontraba bajo la suzeranía otomana, situación garantizada por las grandes potencias, que abarcaba la totalidad de la isla de Creta. El Estado fue establecido en 1898, a causa de la intervención de Reino Unido, Francia, Italia, Austria-Hungría, y Rusia en la isla. En 1897, una insurrección en Creta llevó al Imperio otomano a declarar la guerra a Grecia, tras lo cual Reino Unido, Francia, Italia y Rusia intervinieron en los territorios otomanos sobre la idea de que ya no se podía mantener el control en la zona.  Esto sirvió de preludio a la anexión final de la isla al Reino de Grecia, lo cual ocurrió de facto en 1908 y de jure en 1913.

## Historia

### Antecedentes
La isla de Creta, un posesión otomana desde el fin de la guerra de Candía, se encontraba mayoritariamente habitada por población de habla griega y de religión cristiana ortodoxa. Durante y después de la guerra de independencia de Grecia, los cristianos de la isla se rebelaron varias veces contra el poder otomano, persiguiendo el ideal de unión con Grecia. Estos eran brutalmente sometidos, pero lograron asegurar algunas concesiones del gobierno otomano bajo la presión de la opinión pública europea. En 1878, el Pacto de Halepa estableció a la isla como un estado autónomo bajo la soberanía otomana, hasta que los otomanos renegaron de ese acuerdo en 1889.
El derrumbamiento del Pacto aumentó las tensiones en la isla, llevando a otra rebelión en 1895, la cual se expandió en 1896–1897 al suceder en toda la isla. Seis grandes potencias (Austria-Hungría, Francia, el Imperio alemán, el Reino de Italia, el Imperio ruso, y el Reino Unido) enviaron buques de guerra a Creta en febrero de 1897, y sus fuerzas navales se combinaron para formar un "Escuadrón Internacional" encargado de intervenir para detener los combates en Creta. En Grecia, sociedades secretas nacionalistas y el ferviente irredentismo de la opinión pública forzó al gobierno griego a enviar fuerzas militares a la isla. A pesar de que el Escuadrón Internacional detuvo rápidamente sus movimientos, la presencia de fuerzas griegas en Creta provocó una guerra con el Imperio otomano. Las fuerzas griegas y las insurgentes cretenses lograron capturar y mantener bajo control la mayor parte de la isla, pero, sin embargo, el desprevenido ejército griego fue aplastado por el otomano, quién ocupó Tesalia. La guerra acabó con la intervención de las grandes potencias, quienes forzaron a retirarse de Creta al contingente griego, y a parar el avance del Ejército otomano. En el Tratado de Constantinopla el gobierno otomano prometió implementar las disposiciones del Pacto de Halepa.

### Establecimiento del Estado de Creta

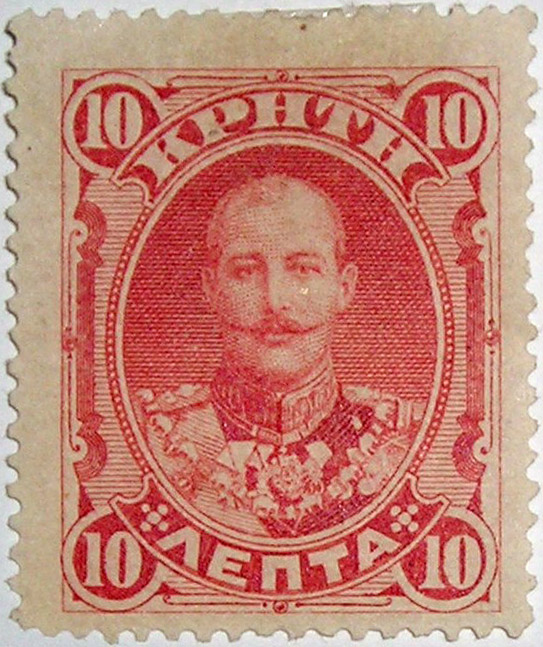
Sello de Creta, en representación del Alto Comisario el Príncipe Jorge.

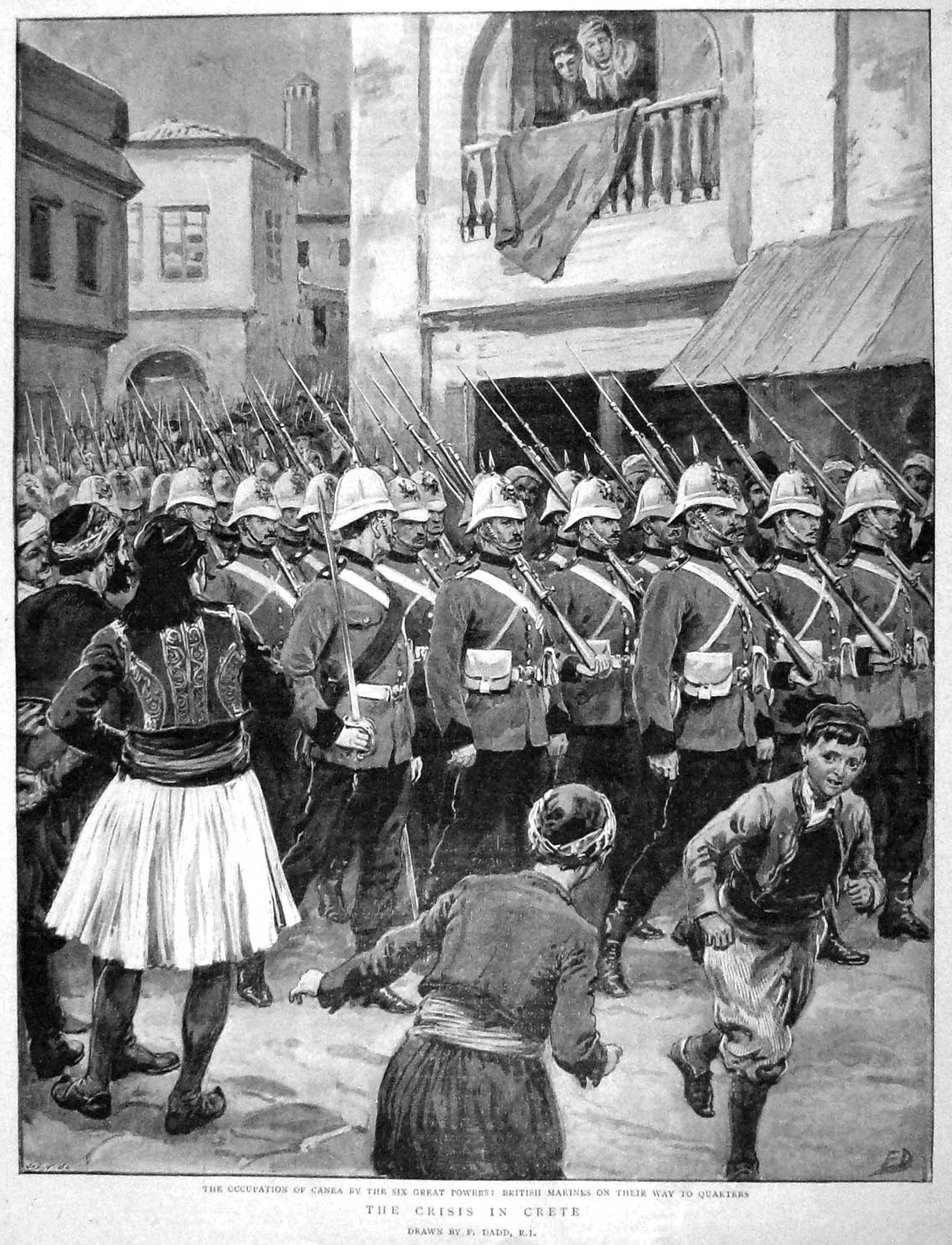
Desfile de los Marines Reales británicos en las calles de La Canea en Creta tras la ocupación de la isla por las grandes potencias en la primavera de 1897.

En febrero de 1897, las potencias decidieron que para restablecer el orden en la isla era necesario disponer de un gobierno temporal propio, llevando la decisión a través de un "Consejo de Almirantes", con almirantes de los seis poderes que eran parte del Escuadrón Internacional. Mediante bombardeos navales hacia las fuerzas insurgentes de Creta, el desembarco de marineros e infantes de marina en tierra para ocupar ciudades clave, y bloqueando Creta y puertos clave en Grecia, el Escuadrón Internacional puso fin a los combates organizados en Creta a fines de marzo de 1897, aunque la insurrección continuo. En marzo y abril de 1897, llegaron soldados de los ejércitos de cinco de los poderes (Alemania declinó enviar fuerzas terrestres) para ocupar las ciudades claves de Creta. A partir de entonces, el Consejo de Almirantes se centró en negociar un acuerdo que pondría fin a la insurrección sin poner fin al gobierno otomano de Creta, pero esto resultó imposible. Entonces decidieron que Creta devendría en un estado autónomo bajo el suzeranía del Imperio otomano. Alemania se opuso fuertemente a esta idea y se retiró de Creta y del Escuadrón Internacional en noviembre de 1897, siendo seguida por Austria-Hungría en marzo de 1898, pero las restantes cuatro potencias continuaron con sus planes.
El 6 de septiembre de 1898 (25 de agosto de 1898 según el calendario juliano entonces en uso en Creta, el cual estaba atrasado 12 días respecto al calendario gregoriano moderno durante el siglo XIX), una turba musulmana cretense masacró a centenares de cretenses griegos y asesinó al vicecónsul británico, su familia, y 14 soldados y marineros británicos, en la ciudad de Candía (moderno Heraclión). Como resultado, el Escuadrón Internacional y las fuerzas de ocupación en tierra expulsaron a todas las fuerzas otomanas de Creta en noviembre de 1898. El Estado autónomo de Creta, bajo la soberanía otomana, guarnecido por una fuerza militar internacional y con su alto comisionado proporcionado por Grecia, se fundó cuando el Príncipe Jorge de Grecia y Dinamarca llegó para asumir el cargo como primer alto comisionado (en griego: Ὕπατος Ἁρμοστής: , Hýpatos Harmostēs), separando efectivamente a Creta del Imperio Otomano, el 21 de diciembre de 1898 (9 de diciembre según el calendario juliano). El Consejo de Almirantes fue disuelto el 26 de diciembre de 1898.

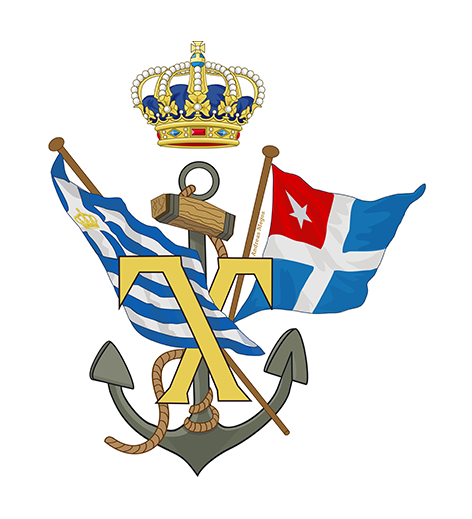
Escudo de armas del príncipe Jorge como alto comisionado del Estado de Creta.

El Banco Nacional de Grecia estableció un banco en la isla, el Banco de Creta, que obtuvo el permiso del monopolio de emisión de billetes durante 40 año. El Estado de Creta también estableció una fuerza paramilitar, el Gendarmería de Creta, inspirada en los Carabineros italianos, para mantener orden público. La Gendarmería cretense incorporó las cuatro pequeñas unidades de gendarmería que las cuatro potencias ocupantes restantes habían creado antes de la llegada del príncipe Jorge.

### Conflictos internos y la revuelta de Thériso

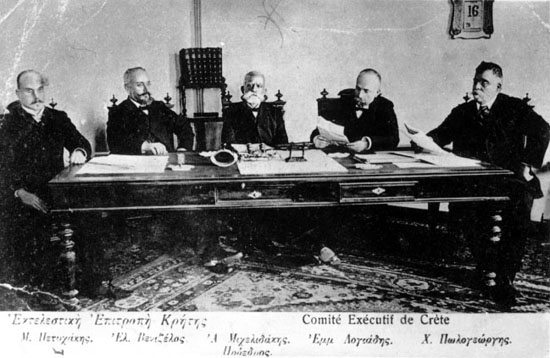
El Consejo Ejecutivo de Creta en 1898 con Venizelos (segundo desde la izquierda).

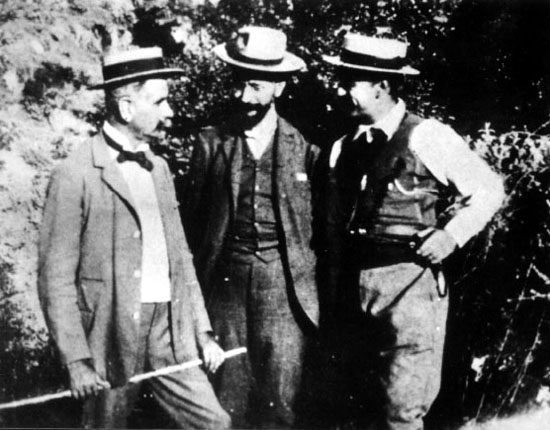
Venizelos con sus compañeros Foumis y Manos en Thériso.

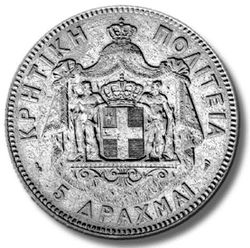
Moneda de cinco dracmas del Estado de Creta (1901).

El 13 de diciembre de 1898, el príncipe Jorge se invistió como alto comisionado por el plazo de tres años. El 27 de abril de 1899, se creó un Comité Ejecutivo en el que participó como ministro de Justicia un joven abogado de La Canea formado en Atenas, Eleftherios Venizelos. Para 1900, Venizelos y el príncipe Jorge ya tenían diferencias respecto a las políticas internas, así como sobre el tema de la Enosis, la unión con Grecia.
Venizelos dimitió a principios de 1901, y durante los siguientes tres años, él y sus seguidores libraron una amarga lucha política contra la facción del príncipe, llevando a la isla a un punto muerto política y administrativamente. Finalmente, en marzo de 1905, Venizelos y sus seguidores se reunieron en el pueblo de Thériso, en los cerros cercanos a La Canea, y constituyeron una "Asamblea Revolucionaria", exigiendo reformas políticas y declarando la «unión política de Creta con Grecia como un solo estado constitucional libre» en un manifiesto que entregaron a los cónsules de los grandes potencias. La Gendarmería cretense siguió siendo leal al príncipe, pero numerosos diputados se unieron a la revuelta y, a pesar de la declaración de ley marcial por las potencias el 18 de julio, sus fuerzas militares no se movieron contra los rebeldes.
El 15 de agosto, la Asamblea de Creta votó a favor de las propuestas de Venizelos y las grandes potencias negociaron un acuerdo por el cual el príncipe Jorge dimitiría y se crearía una nueva constitución. En las elecciones de 1906, los partidos a favor del príncipe obtuvieron 38 127 votos, mientras que los partidos que apoyaban a Venizelos recibieron 33 279 votos, pero, de todas maneras, en septiembre de 1906, el príncipe Jorge fue reemplazado por ex primer ministro griego Alexandros Zaimis y abandonó la isla. Además, los agentes griegos fueron enviados a reemplazar a los italianos en la organización de la Gendarmería, seguido por el comienzo de la retirada de las tropas extranjeras, dejando a Creta bajo control griego de facto.

### Unión con Grecia
Se promulgó una Constitución en febrero de 1907, pero en 1908, aprovechando la agitación interna en Turquía así como las vacaciones de Zaimis fuera de la isla, los diputados cretenses declararon la unión unilateral con Grecia. La bandera del Estado de Creta fue reemplazada por la bandera griega, todos los funcionarios públicos prestaron juramento al rey Jorge I de Grecia, y se promulgaron la constitución y las leyes griegas en la isla. Este acto, sin embargo, no fue reconocido internacionalmente, incluyendo a Grecia, donde Eleftherios Venizelos fue elegido primer ministro en 1910. En mayo de 1912, los diputados cretenses viajaron a Atenas y e intentaron ingresar al Parlamento griego, pero la policía les impidió a la fuerza hacerlo.
Al estallar la primera guerra de los Balcanes, Grecia finalmente reconoció la unión y envió a Stephanos Dragumis como gobernador general de la isla. Las grandes potencias reconocieron tácitamente la soberanía griega con el acto de arriar sus banderas desde la fortaleza de Suda el 14 de febrero de 1913, y por el Tratado de Londres en mayo de 1913, el sultán Mehmed V renunció a sus derechos formales sobre la isla.
El 1 de diciembre tuvo lugar la ceremonia formal de unión: se izó la bandera griega en la fortaleza Firka de La Canea, con la presencia de Eleftherios Venizelos y el rey Constantino I. La minoría musulmana de Creta inicialmente permaneció en la isla, pero más tarde fue reubicada en Turquía tras el intercambio de población general acordado en el Tratado de Lausana de 1923 entre Turquía y Grecia y que ponía fin a la guerra de Independencia turca.

## Población
La población total en 1911 era de 336 151 habitantes: 307 812 cristianos, 27 852 musulmanes y 487 judíos.